# Đồn quản chế Darlington
Đồn quản chế Darlington là nơi thì hành án phạt trên đảo Maria thuộc Tasmania từ năm 1825 đến 1832 sau đó là đồn quản chế trong giai đoạn quản lý kết án cuối cùng ở miền đông Úc (1842–1850).
Một số tòa nhà và công trình đã tồn tại từ thời kỳ trước đó tương đối nguyên vẹn và trong tình trạng tốt và trong số 78 đồn quản chế từng được xây dựng ở Tasmania, các tòa nhà và công trình tại đảo Maria được coi là ví dụ đại diện nổi bật nhất. Chính bởi giá trị văn hóa nên nó đã được đưa vào Danh sách di sản quốc gia Úc, đồng thời là một phần của Chuỗi nhà tù Úc, thế kỷ XVIII-XIX, một Di sản thế giới được UNESCO công nhận.